# Chrysso bimaculata
Chrysso bimaculata är en spindelart som beskrevs av Yoshida 1998. Chrysso bimaculata ingår i släktet Chrysso och familjen klotspindlar. Inga underarter finns listade i Catalogue of Life.